# Герб комуни Брумелла
Герб комуни Брумелла (швед. Bromölla kommunvapen) — символ шведської адміністративно-територіальної одиниці місцевого самоврядування комуни Брумелла. 

## Історія
Герб було розроблено для торговельного містечка (чепінга) Брумелла. Отримав королівське затвердження 1951 року.    
Після адміністративно-територіальної реформи, проведеної в Швеції на початку 1970-х років, муніципальні герби стали використовуватися лишень комунами. Цей герб був 1971 року перебраний для нової комуни Брумелла.
Герб комуни офіційно зареєстровано 1974 року.

## Опис (блазон)
У синьому полі золотий обмурований міст, під ним — таке ж млинське колесо.

## Зміст
Міст і млинське колесо є називними символами і вказують на назву міста (швед. bro= міст; швед. mölla= млин). Поселення отримало свою назву від млина, який стояв біля моста через річку Скребеон.